# Bikini (EP)
Bikini – EPka zespołu Bikini nagrana na przełomie października i listopada 2009. Wydana w 2010 w formie winylowej płyty przez Hard Rock Pub Pamela.

## Lista utworów
1. "W kawiarni" (Z. Cołbecki) – 2:18
2. "Fikcyjne wycieczki" (Z. Cołbecki) – 3:39
3. "Nocne ulice" (Z. Cołbecki) – 2:11
4. "Pomóż mi" (Z. Cołbecki) – 4:45

## Skład
- Zbigniew Cołbecki – wokal, gitara
- Kuba Olejnik – gitara, wokal
- Remek Koszykowski – gitara basowa
- Waldemar Zaborowski – saksofon
- Cezary Cołbecki – perkusja

Gościnnie:
- Grzegorz Kopcewicz – instr. klawiszowe ("Fikcyjne wycieczki")